# Eleccions al Landtag de Baviera de 1990
Les eleccions al Landtag de Baviera de 1990 van ser guanyades novament per la Unió Social Cristiana de Baviera (CSU) amb majoria absoluta. La SPD es manté, la FDP obté novament representació i els Els Verds són la tercera força política. Els Republicans augmenten però no obtenen representació.
| Partit           | Percentatge | Escons |
| ---------------- | ----------- | ------ |
| CSU              | 54,9        | 127    |
| SPD              | 26,0        | 58     |
| Els Verds        | 6,4         | 12     |
| FPD              | 5,2         | 7      |
| Die Republikaner | 4,9         | -      |